# Barcelona (piosenka Freddiego Mercury’ego i Montserrat Caballé)
Barcelona – piosenka Freddiego Mercury’ego i Montserrat Caballé wydana na singlu w 1987; tytułowy utwór ich wspólnego albumu. Była oficjalną piosenką Letnich Igrzysk Olimpijskich 1992 w Barcelonie.

## Historia

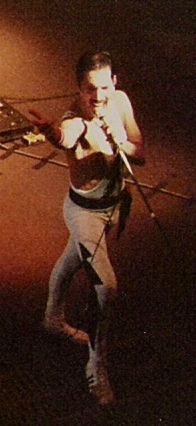
Freddie Mercury (1984)

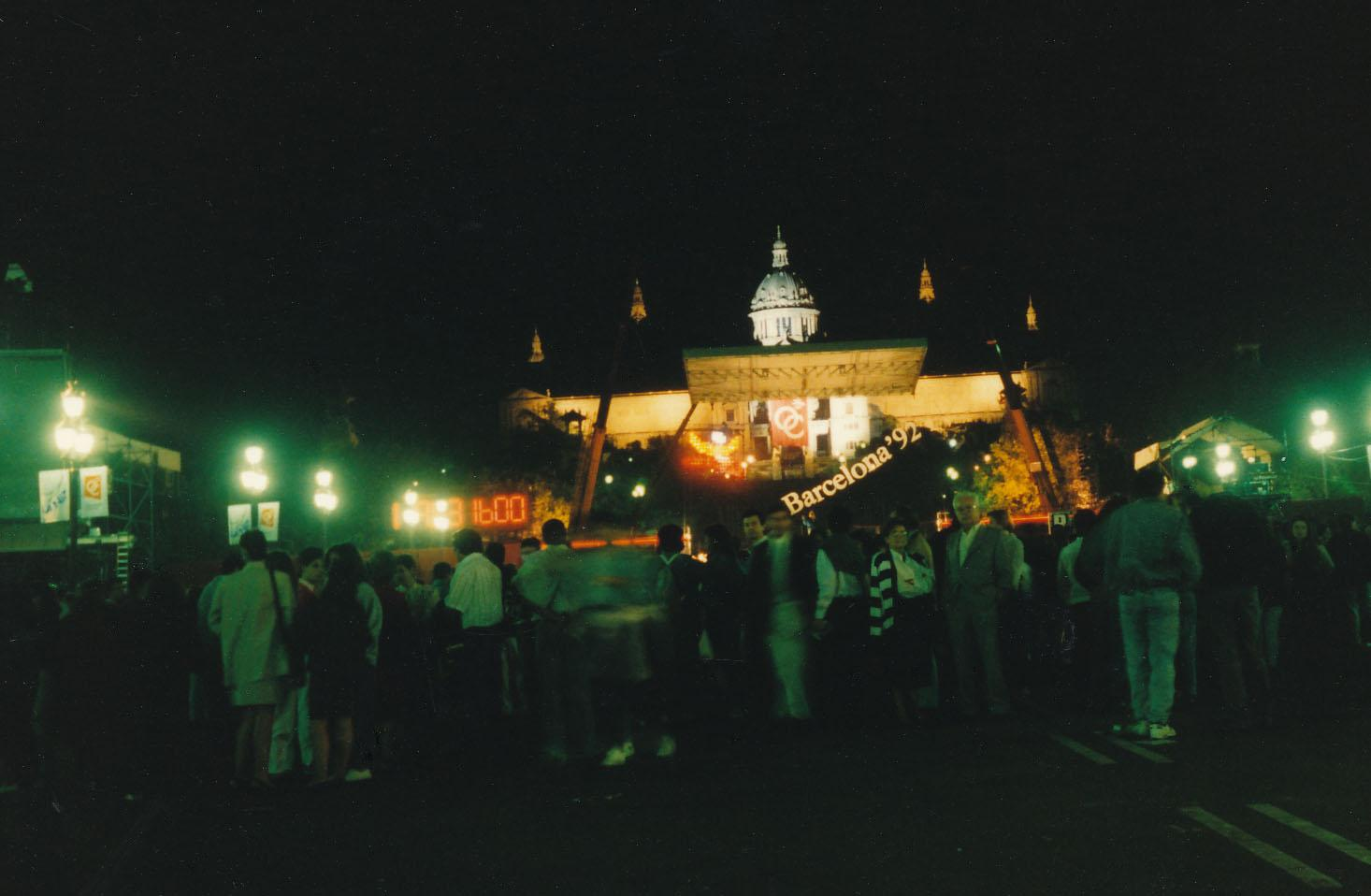
Koncert na wzgórzu Montjuïc w Barcelonie (1988)

Freddie Mercury, frontman i wokalista brytyjskiego zespołu Queen, był fanem hiszpańskiej śpiewaczki operowej Montserrat Caballé, pochodzącej z Barcelony sopranistki. Zaproponował jej wspólne nagranie jednej piosenki, jednak Caballé zasugerowała Mercury’emu by rozszerzyć ich projekt do nagrania całego albumu, na co Brytyjczyk przystał.
Prace nad płytą, w których brał jeszcze udział kompozytor i aranżer Mike Moran, zaczęły się w marcu 1987 od utworu „Exercises in Free Love”. Po wspólnym recitalu w Royal Opera House Caballé zaproponowała Mercury’emu nagranie piosenki o jej rodzinnym mieście. Mercury z Moranem napisali piosenkę „Barcelona”, która została nagrana w kwietniu, a w maju po raz pierwszy została publicznie wykonana w Ku Club na Ibizie. Jej entuzjastyczne przyjęcie spowodowało, że stała się tytułowym utworem powstającego albumu. Została wydana jako singiel, a teledysk do niej zrealizował David Mallet. Szybko stała się międzynarodowym przebojem. Singiel „Barcelona” dotarł do 2. pozycji na listach w: Wielkiej Brytanii (UK Singles Chart), Holandii (Single Top 100) i Nowej Zelandii (Recorded Music NZ).
Wydany w 1988 album Barcelona, nagrany został w Mountain Studios w Montreux (Szwajcaria) i Townhouse Studios w Londynie, a producentami płyty byli Mercury, Moran i David Richards. 8 października Caballé i Mercury przybyli na zamek na barcelońskim wzgórzu Montjuïc, by wziąć udział w uroczystości przekazania flagi olimpijskiej przez organizatorów igrzysk w Seulu (1988) organizatorom przyszłych igrzysk w Barcelonie. Ich wykonanie „Barcelony”, rejestrowane przez 18 kamer i reżyserowane przez Gavina Taylora, transmitowane było na żywo przez telewizje z całego świata. Utwór został oficjalną piosenką letnich igrzysk olimpijskich w Barcelonie. Drugim tematem muzycznym tej imprezy była kompozycja „Amigos Para Siempre” Sary Brightman i José Carrerasa.
Rok po śmierci Mercury’ego, z okazji igrzysk olimpijskich, w 1992 „Barcelona” została ponownie wydana jako singiel i pojawiła się na reedycji albumu. W 2012 album został wydany w formie zremiksowanej.
Utwór pojawił się także na albumach kompilacyjnych zarówno samego Mercury’ego jak i zespołu Queen, m.in.: Greatest Hits III (1999) oraz The Freddie Mercury Album (1992) i Lover of Life, Singer of Songs (2006), a także na VHS/DVD: Greatest Flix III (1999) i The Video Collection (2000).
W 2004 BBC Radio 2 umieściła „Barcelonę” na 41. miejscu listy Sold On Song Top 100.